# Geert Hammink
Geert Hendrik Hammink, né le 12 juillet 1969 à Didam dans la province du Gueldre aux Pays-Bas, est un entraîneur et ancien joueur néerlandais de basket-ball.

## Carrière
Geert Hammink est sélectionné au 26e rang de la draft 1993 par le Magic d'Orlando à sa sortie de l'université d'État de Louisiane. Il dispute un total de 8 matches en trois saisons en NBA avec le Magic et les Warriors de Golden State. Il joue ensuite en Europe, en Grèce et en Allemagne.
Depuis 2018, il embrasse une carrière d'entraîneur aux Dutch Windmills, avant d'être nommé entraîneur du Zorg en Zekerheid Leiden en mai 2020.
Il a un petit rôle en tant que joueur des Hoosiers de l'Indiana dans le film Blue Chips.